# گرتا ری
گرتا لوئیز ری (زاده ۲۲ مه ۱۹۹۸) یک خواننده و ترانه‌سرای استرالیایی اهل ملبورن، ویکتوریا است. در سال ۲۰۱۶، او برنده مسابقه ملی رادیویی تریپل جی کشف شد برای گروه‌ها و ترانه‌سراها، و مسابقه جهانی ترانه‌نویسی Vanda & Young در سال ۲۰۱۶ با آهنگ " درایو " شد.
گرتا ری در ملبورن استرالیا بزرگ شد و در کالج ثانویه پرنس هیل تحصیل کرد. او از سن پنج سالگی در گروه‌های کر آواز می‌خواند.